# 山田経三
山田 経三（やまだ　けいぞう、1936年12月25日 - 2015年7月26日）は、日本のカトリック司祭、経済経営学者、上智大学名誉教授。

## 来歴
- 1936年、神戸市生まれ。
- 1964年、上智大学大学院哲学科修士課程修了。
- 1968年、司祭叙階。
- 1969年、同大学院神学専攻修士課程修了。
- 1974年、同大学院経済学専攻博士課程満期退学。
- 1975年、上智大学経済学部専任講師、助教授、教授。
- 2007年、定年退任、名誉教授。
- 2015年、帰天（死去）。

## 著書
- 『福音宣教と社会分析』オリエンス宗教研究所 1985
- 『経営組織とリーダーシップ 人間尊重の経営理念』明石書店 1987
- 『経営倫理と組織・リーダーシップ 21世紀へのビジネス』明石書店 1995
- 『二十一世紀の挑戦にこたえる教会 日本の教会と世界の教会』新世社 NICE選書 1997
- 『二十一世紀が求めるキリスト者の生き方 参加的共同体とリーダーシップ』新世社 NICE選書 1998
- 『アジアの隣人と共に生きる日本の教会 二十一世紀に扉をひらいて』新世社 NICE選書 1999
- 『第二バチカン公会議、その時… 「現代世界憲章」のこころ』サンパウロ 真生会館ブックレット 2007

### 共編著
- 『解放の神学が問いかけるもの アジアの現実と日本の課題』ルーベン・アビト共著　女子パウロ会 1985
- 『解放の神学と日本 宗教と政治の交差点から』ルーベン・アビト共著　明石書店 1985
- 『現代世界における解放の神学 第三世界の民衆との連帯を求めて』編著 明石書店 1985
- 『フィリピンの民衆と解放の神学』ルーベン・アビト共編　明石書店 1986
- 『アフリカを知るための基礎知識』ジョン・ムウェテ・ムルアカ共著　明石書店 1998

### 翻訳
- ジョー・ホランド,ピーター・ヘンリオット『社会分析 社会の現状を福音の光に当てて』石脇慶総共訳　日本カトリック正義と平和協議会 1984
- G.グティエレス『解放の神学』関望共訳　岩波現代選書 1985
- リチャード・ディジョージ『経済の倫理 21世紀へのビジネス』明石書店 1985
- ダニエル・デュードニー『平和のための地政学 地球規模での安全保障』明石書店 1986
- マシュー・L.ラム『社会変革をめざす解放の神学 被抑圧者との連帯』明石書店 1987
- キャスリーン・ニューランド『21世紀の世界経済 雇用と生産性の新展望』明石書店 1988
- G.グティエレス『ヨブ記 神をめぐる論議と無垢の民の苦難』教文館 1990
- レオナルド・ボフ『主の祈り』教文館 1991
- ジョン・ソブリノ『エルサルバドルの殉教者 ラテン・アメリカ変革の解放の神学』監訳 柘植書房 1992
- 教皇ヨハネ・パウロ二世『真の開発とは 回勅 人間不在の開発から人間尊重の発展へ』カトリック中央協議会 ペトロ文庫 2012

## 参考
- [ISBN 978-4-7503-0678-0]
- 『現代日本人名録』2002年